# L'Homme invisible (série télévisée, 1975)
Pour les articles homonymes, voir L'Homme invisible.
L'Homme invisible (The Invisible Man) est une série télévisée américaine en un pilote de 70 minutes et douze épisodes de 46 minutes créée par Harve Bennett et Steven Bochco, librement adaptée du roman de H. G. Wells, publié en 1897. Elle a été diffusée entre le 8 septembre 1975 et le 26 janvier 1976 sur le réseau NBC.
En France, la série a été diffusée à partir du 24 avril 1976 dans Samedi est à vous sur TF1, puis rediffusée à partir du 24 janvier 1988 sur M6.

## Synopsis
Dans l'épisode pilote, le scientifique Daniel Westin travaille pour Klae Corporation et a mis au point, avec sa femme Kate, un appareil capable de rendre les choses invisibles (alors qu'il travaillait initialement sur un projet de téléportation). Inquiet à l'idée de ce que les autorités militaires pourraient faire de cette découverte, il détruit sa machine et s'enfuit, après s'être rendu invisible. Malheureusement le sérum qui lui permet de redevenir visible ne fonctionne plus et il reste invisible de manière permanente. Un de ses amis, le spécialiste de chirurgie esthétique Nick Maggio, va relever le défi presque impossible de lui confectionner des prothèses (un masque pour le visage ainsi qu'une paire de gants pour les mains, conçus en Dermaplex. Notons que les effets spéciaux pour l'époque étaient plutôt sidérants. Le Dermaplex est une substance ressemblant à la perfection à la peau humaine, avec de très bonnes propriétés d'élasticité et de porosité afin de donner l'illusion d'un vrai visage... Il est cependant nécessaire que Daniel Westin se rase deux fois par jour. "La barbe sera ton ennemie", dixit Nick Maggio. Daniel Westin passe un marché avec le patron de Klae Corporation : on lui accorde le financement pour retourner dans son laboratoire afin de reprendre ses recherches lui permettant de retrouver sa visibilité et en échange, de temps en temps, il offre ses pouvoirs d'« homme invisible » aux services secrets.

## Fiche technique
- Titre original : The Invisible Man
- Titre français : L'Homme invisible
- Créateurs : Harve Bennett et Steven Bochco d'après L'Homme invisible de H. G. Wells.
- Musique: Henri Mancini
- Pays d'origine : États-Unis
- Langue : anglais
- Format : couleur - 35 mm - 1:37:1 - son : mono
- Nombre d'épisodes : 13 (un téléfilm pilote + 12 épisodes)
- Durée : 70 min. (pilote), 46 min. (épisodes suivants)

## Distribution
- David McCallum (VF : Philippe Ogouz) : Docteur Daniel Westin
- Melinda O. Fee (VF : Claude Chantal) : Docteur Kate Westin
- Craig Stevens (VF : Marc Cassot) : Walter Carlson

## Épisodes
1. L’Homme invisible (The Invisible Man) - pilote
2. Rien ne va plus (The Klae Resource)
3. Diplomatie (The Fine Art of Diplomacy)
4. Un homme d'influence (Man of Influence)
5. Hypnose (Eyes Only)
6. Un coup de maître (Barnard Wants Out)
7. L’Aveugle (Sight Unseen)
8. L’Innocent (Go Directly to Jail)
9. Stop : Feu rouge (Stop When Red Lights Flash)
10. Monnaie de singe (Pin Money)
11. L'Enlèvement (The Klae Dynasty)
12. Otages (Power Play)
13. Chirurgie esthétique (An Attempt to Save Face)

## Commentaires
Le concept de la série n’a pas rencontré l’adhésion du public. Parmi les critiques des téléspectateurs figurent le manque d’action et la difficulté de suivre le héros lorsqu'il est devenu invisible. Pour y remédier, la voix off a été le choix retenu par la production. La série a été annulée au bout de treize épisodes. En ce qui concerne l'épisode pilote, le rôle du patron de Daniel Westin, Walter Carlson, est interprété par Jackie Cooper.

## DVD (France)
L'intégrale de la série est sortie chez l'éditeur LCJ Éditions et Productions le 7 mars 2013 dans un coffret 4 DVD. L'audio est en français et en anglais mono. Aucun sous-titre ni supplément présent. Le ratio image est en 4/3 plein écran. L'image est remastérisée.  (EAN 3550460042654).